# Карі Арнасон (футболіст, 1944)
Заголовок цієї статті — це ісландське ім'я, де Карі — особове ім'я, а Арнасон — ім'я по батькові. 
Карі Арнасон  (ісл. Kári Árnasson; рід. 25 лютого 1944 року) — ісландський футболіст, виступав за клуб «ІБА», а також національну збірну Ісландії. 
Серед інших грав у двох матчах кваліфікаційного футбольного турніру на Олімпіаді 1968 року проти аматорської збірної Іспанії у 1967 році. У першому матчі, який був зіграний в Ісландії, він вийшов на заміну на 40-й хвилині, матч завершився з рахунком 1:1. У другому матчі, який був зіграний в Іспанії, він вийшов у стартовому складі, як правий півзахисник. до перерви рахунок був 2:1 на користь Іспанії, у другій половині, Ейлейвюр Хафстейнссон зрівняв рахунок, після чого Арнансон вивів збірну Ісландії вперед, проте потім Ісландія пропустили три м'ячі. Підсумковий рахунок 5:3 на користь Іспанії.
На клубному рівні виступав за клуб ІБА, до основного складу якого приєднався в 1960 році. В чемпіонаті Ісландії 1968 року був одним з чотирьох кращих бомбардирів першості, у тому ж році визнаний кращим гравцем Ісландії. Завершив кар'єру гравця в 1976 році.

## Голи за збірну
| Гол | Дата           | Місце проведення | Суперник | Гол | Рахунок | Статус матчу                |
| --- | -------------- | ---------------- | -------- | --- | ------- | --------------------------- |
| 1.  | 22 червня 1967 | Мадрид, Іспанія  | Іспанія  | 3-2 | 3-5     | Відбірковий матч на ОІ-1968 |